# Ribera Alta (comarca)
Ribera Alta là một ’’comarca’’ trong tỉnh Valencia, Cộng đồng Valencian, Tây Ban Nha.

## Các đô thị bên trong
- Alberic
- Alcàntera de Xúquer
- L'Alcúdia
- Alfarb
- Algemesí
- Alginet
- Alzira
- Antella
- Beneixida
- Benifaió
- Benimodo
- Benimuslem
- Carcaixent
- Càrcer
- Carlet
- Castelló de la Ribera
- Catadau
- Cotes
- L'Ènova
- Gavarda
- Guadassuar
- Llombai
- Manuel
- Masalavés
- Montroy
- Montserrat
- La Pobla Llarga
- Rafelguaraf
- Real de Montroi
- Sallent de Xàtiva
- San Juan de Énova
- Senyera
- Sumacàrcer
- Tous
- Turís